# Mermessus insulsus
Mermessus insulsus är en spindelart som först beskrevs av Alfred Frank Millidge 1991.  Mermessus insulsus ingår i släktet Mermessus och familjen täckvävarspindlar.
Artens utbredningsområde är Peru. Inga underarter finns listade i Catalogue of Life.